# آدم روجرز (عازف قيثارة جاز)
آدم روجرز (بالإنجليزية: Adam Rogers)‏ هو عازف جاز أمريكي، ولد في 1965 في نيويورك في الولايات المتحدة.

## وصلات خارجية
- آدم روجرز على موقع IMDb (الإنجليزية)
- آدم روجرز على موقع ميوزك برينز (الإنجليزية)
- آدم روجرز على موقع أول ميوزيك (الإنجليزية)
- آدم روجرز على موقع ديسكوغز (الإنجليزية)